# Península d'Almina
La Península d'Almina és un promontori situat al nord d'Àfrica, en ple estret de Gibraltar. Ocupa una gran part de la ciutat autònoma espanyola de Ceuta, conformant l'est d'aquesta. La península està separada de la resta de la ciutat per un petit istme en el qual es troba el fossat de San Felipe (s. XV-XVII), travessat per tres ponts; aquest fossat pertany al conjunt monumental de les muralles reials de Ceuta.
A la punta d'aquest promontori, coneguda com a punta Almina, es troba el monte Hacho, considerat una de les llegendàries columnes d'Hèrcules. A pocs metres de la costa es troba l'anomenada illa de Santa Catalina, que avui dia es troba unida totalment a la península.

## Galeria d'imatges

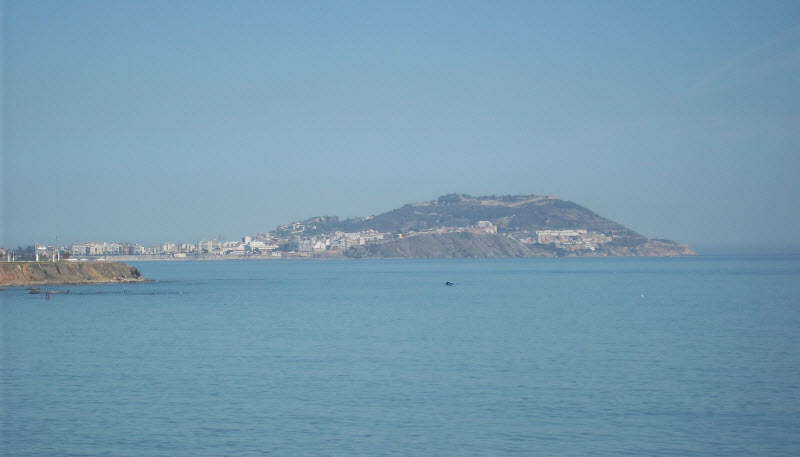
Vista de la península d'Almina des de Castillejos (Fnidek), al Marroc